# Listeriaceae
Listeriaceae je čeleď grampozitivních bakterií. Jsou tyčinkovitého charakteru a mohou tvořit bakteriální filamenty[nepřesný odkaz]. Jsou aerobní nebo fakultativně anaerobní. Nemají schopnost tvořit spory. Některé druhy způsobují listeriózu, jak u lidí, tak u zvířat.

## Podřazené taxony
- Brochothrix
- Listeria